# Frans Hoos
Frans Simon Hoos (Den Haag, 18 december 1884 – aldaar, 13 december 1966) was een Nederlands schilder.

## Leven en werk
Hoos was een zoon van de timmerman Dirk Hoos (1857-1920) en Francina van der Burg (1851-1914). Hoos was als schilder autodidact. Hij schilderde in de trant van de Haagse School onder meer landschappen, portretten, stadsgezichten en stillevens. In zijn vroegere werk is de invloed van George Hendrik Breitner en Willem de Zwart zichtbaar. Hoos verbleef een aantal periodes in België (Brussel, Boom en Namen) en Frankrijk (o.a. Nancy), maar woonde en werkte vooral in zijn geboorteplaats Den Haag. In de jaren vijftig nam hij deel aan een uitwisselingsprogramma met Franse kunstenaars, in samenwerking met de Pulchri Studio.
De schilder overleed enkele dagen voor zijn 82e verjaardag.